# Tefifón

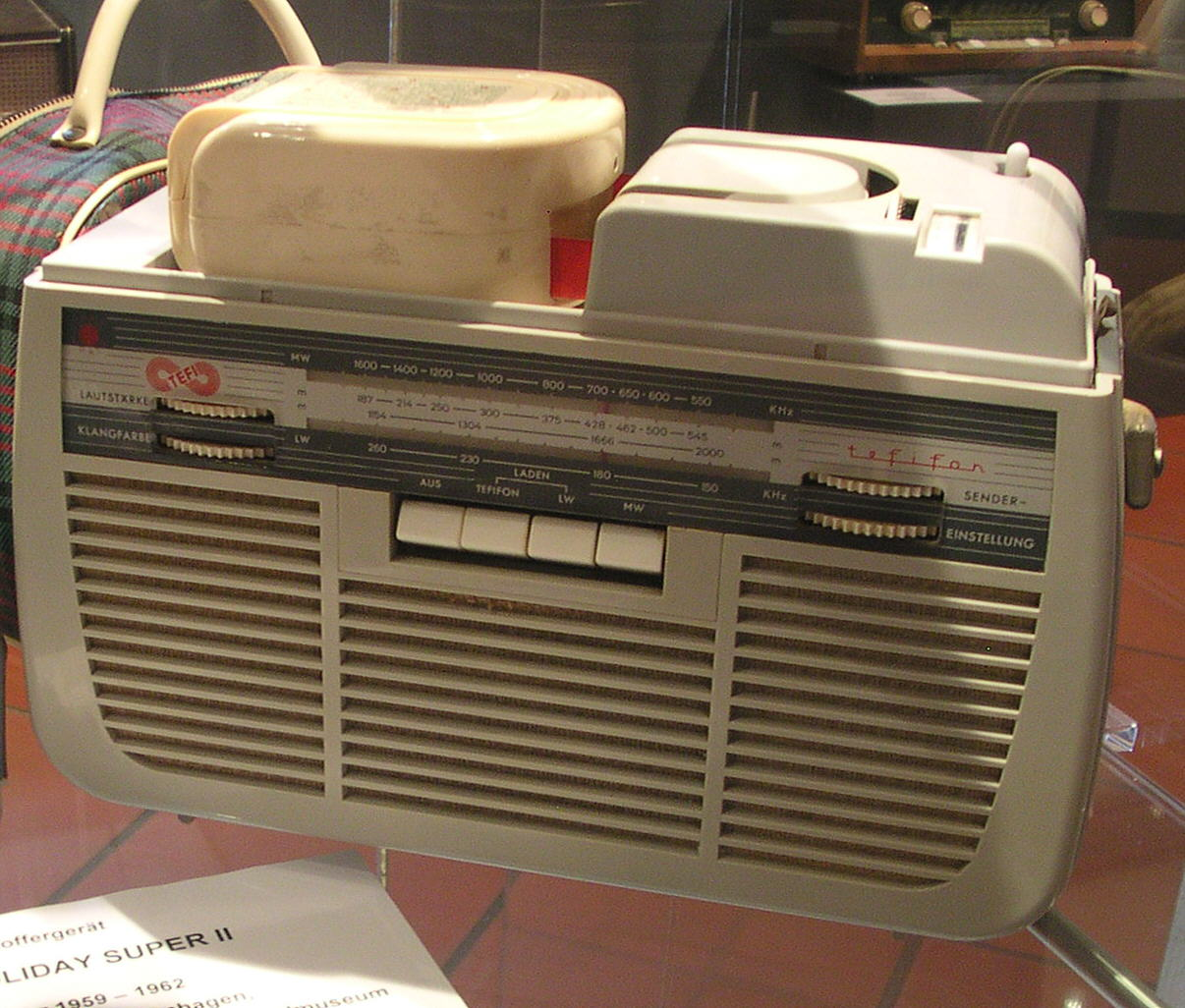
Radio portátil con reproductor de Tefifón (Tefi "Holiday Super II")

El Tefifón fue un formato de grabación y reproducción de sonido desarrollado y fabricado en Alemania, el cual utilizaba cartuchos cargados con una cinta plástica ancha. Es similar a los casetes de 4 y 8 pistas, pero con surcos en la cinta, parecido al registro de un fonógrafo. Los surcos eran dibujados en un sistema helicoidal a través del ancho de la cinta. Los surcos son leídos con una aguja y amplificados en cualquier medio de reproducción fabricado o adaptado al efecto. Un cartucho o casete de Tefifón, conocidos como "Tefi", puede albergar hasta cuatro horas de sonido; por tanto, muchas de las grabaciones usadas por el formato son normalmente recopilaciones de éxitos musicales o bailables, óperas y operetas. Los reproductores de Tefifón no eran vendidos por comerciantes de electrodomésticos en Alemania, sino directamente por ventas especiales (outlets) organizadas por la empresa Tefi (el fabricante del formato).

## Historia

### Años 1930
El formato inicial del Tefifón estuvo desarrollado por el empresario alemán Dr. Karl Daniel y su compañía Tefi en 1936. Unos cuantos años antes, los dispositivos que utilizaban cintas fonográficas como el Tefifón fueron producidos por Tefi para propósitos especiales, como el Ejército, y diseñados para registro de voz. Con anterioridad al Tefifon, Tefi había introducido un dispositivo capaz de grabar y reproducir bajo el nombre "Tefiphon" (nótese la ortografía variada) y otro dispositivo sólo capaz de reproducir con el nombre "Teficord". Ambos usaban cinta suelta, a diferencia del cartucho-cinta del Tefifón.

### Años 1940
Los primeros reproductores y cartuchos de Tefifón para uso casero estuvieron disponibles en el mercado alemán hacia el fin de la década de 1940, pero no podía competir con el popular formato de disco de vinilo ya disponible en el tiempo. Una razón era que los artistas consagrados estuvieron contratados exclusivamente por compañías discográficas importantes, la mayoría de las cuales no tuvieron ningún interés en ofrecer a sus artistas álbumes en Tefifón. Como resultado, la mayoría de los lanzamientos en Tefifón eran de artistas y bandas relativamente desconocidos. Además, el Tefifón tuvo competencia de aparatos equipados con cambiadiscos, algunos de los cuales podían permitir hasta tres horas de música sin interrupción.

### Años 1950
El Tefifon era ofrecido en la década de 1950 como dispositivo exclusivo para reproducción del formato, pero también en combinación con varios tipos de radios, incluyendo portátiles y modelos de casa. El armado de los conjuntos radiofónicos era a menudo adquirido con añadidos hechos por terceros, con un reproductor de Tefifón añadido a él como producto acabado. La calidad de sonido de las cintas Tefifón era superior a la de los discos de 78 rpm hechos de goma laca, pero menor que la de los discos LP de 33 rpm hechos de vinilo. Además, la tensión mecánica en la aguja y el voladizo de soporte es bastante fuerte, por lo que se desgasta con relativa rapidez.

### Años 1960
La última innovación del Tefifón fue en 1961, con la introducción del sonido estéreo, pero no fue comercialmente exitosa. La producción del Tefifón en su planta principal en Porz am Rhein se terminó en 1965. Después, los derechos del nombre fueron adquiridos por la compañía de comunicaciones Neckermann, que también se hizo cargo de la venta de productos Tefifon existentes. Incluso aunque el Tefifon era poco conocido fuera de Alemania, fue importado y vendido en Estados Unidos para un tiempo muy corto por Western Electric   entre 1963 y 1964 bajo el nombre "Westrex".

### Cartuchos

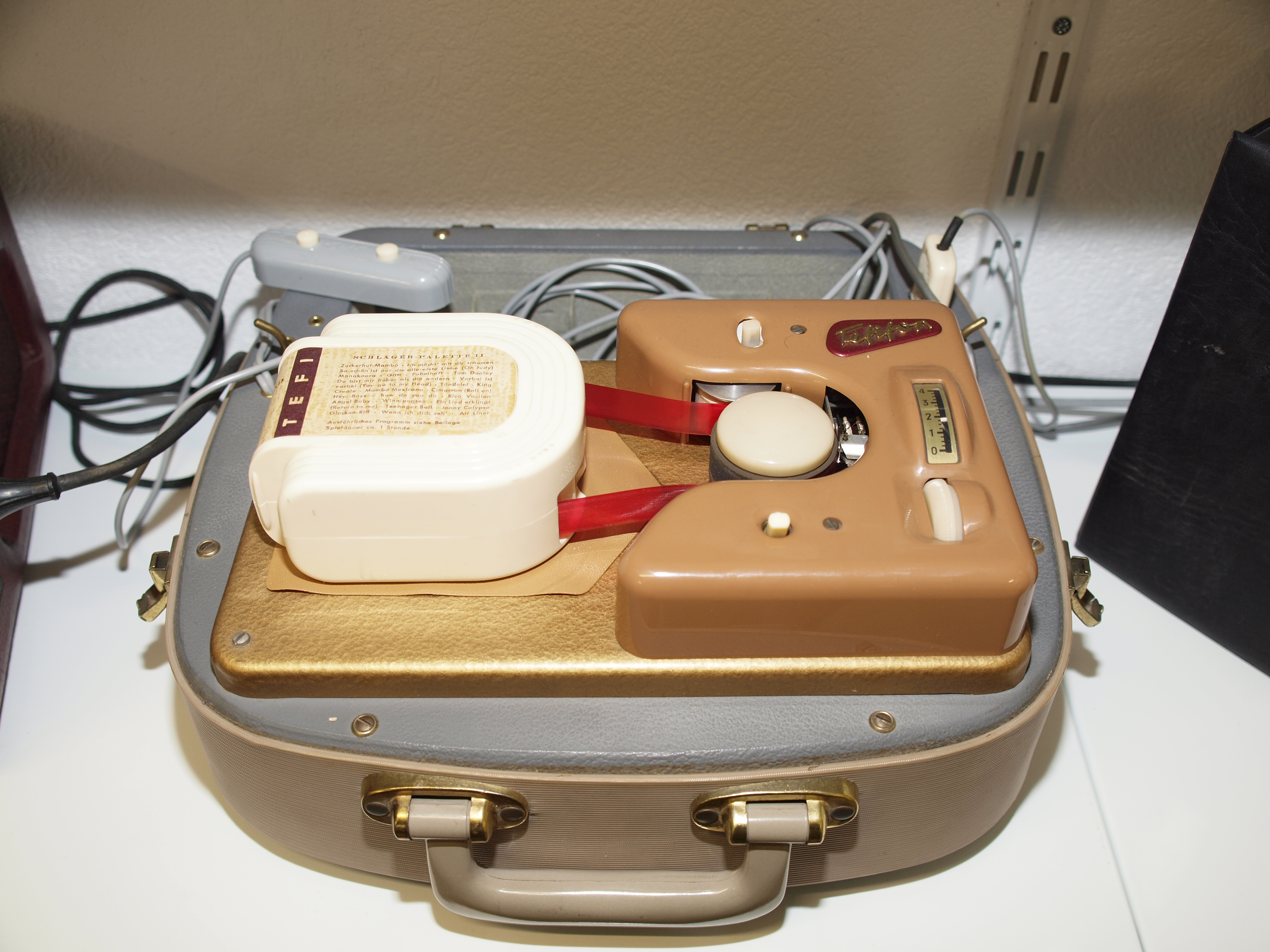
Un reproductor de Tefifón con el cartucho colocado.

Los cartuchos fueron hechos en 3 tamaños:
- Un formato pequeño con 15 minutos de audio.
- Un formato medio, con una hora de audio.
- Un formato grande, con 4 horas de audio.

El cartucho más grande también tenía varias diferencias con las unidades más pequeñas. Presentaba un resorte para ayudar a quitar la cinta para su reproducción y una cubierta de plástico sobre la cinta para protegerla. Los cartuchos también tienen una funda protectora de cartón.

### Reproducción
Un cartucho debía ser insertado a la máquina, con la cinta de lector alrededor de la bobina de giro. La máquina podía entonces ser encendida. La cinta sería leída con una aguja, el cual se mueve a través de los surcos, en una manera similar a una grabación en disco. Aun así, la cinta debía ser almacenada en un cartucho, como en los sistemas de cinta magnética. Mientras no había ninguna manera de moverse a una pista concreta, la aguja podía ser movida a una variedad de posiciones en la cinta.

## Galería

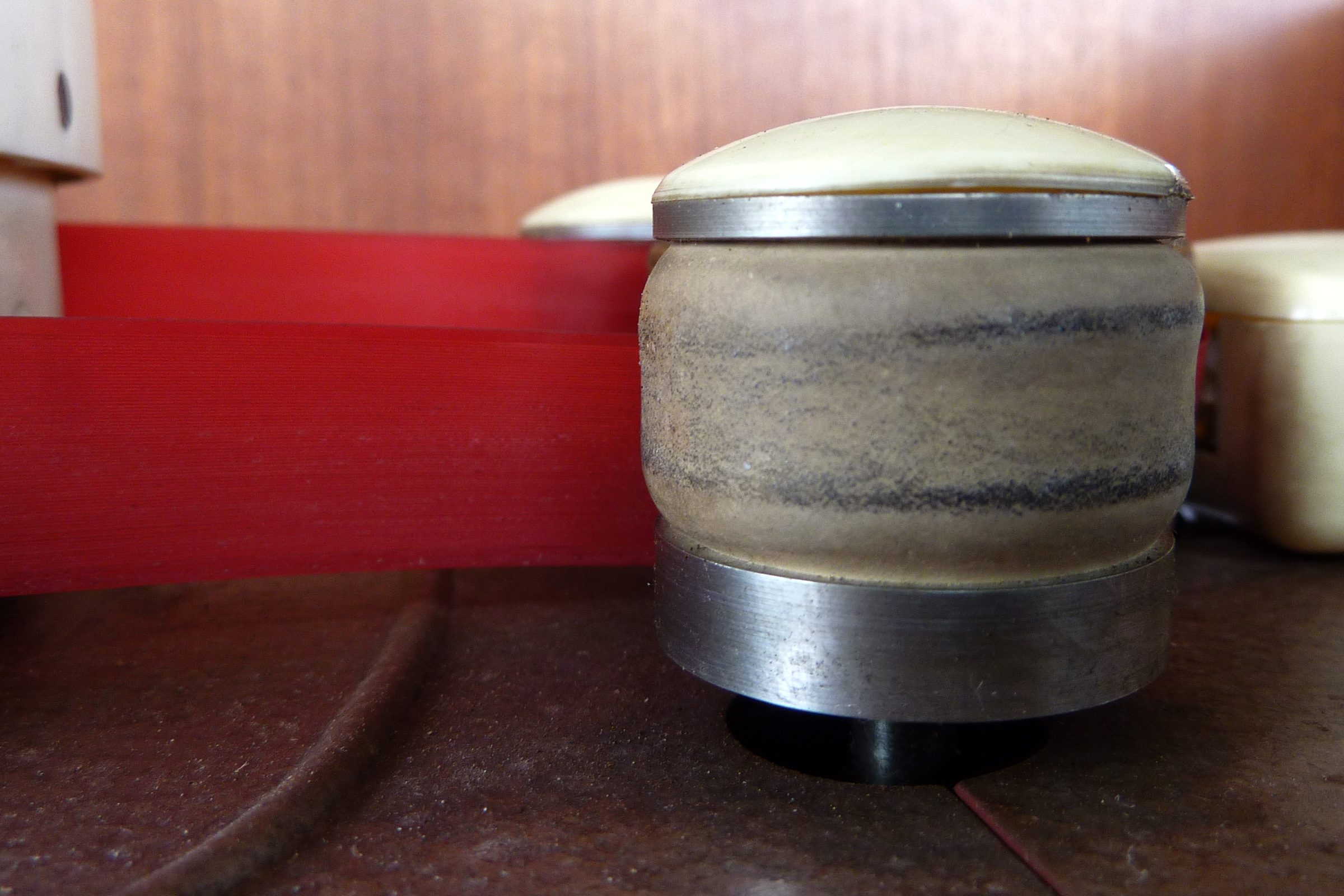
Un primer plano de una cinta Tefifón de tamaño medio.
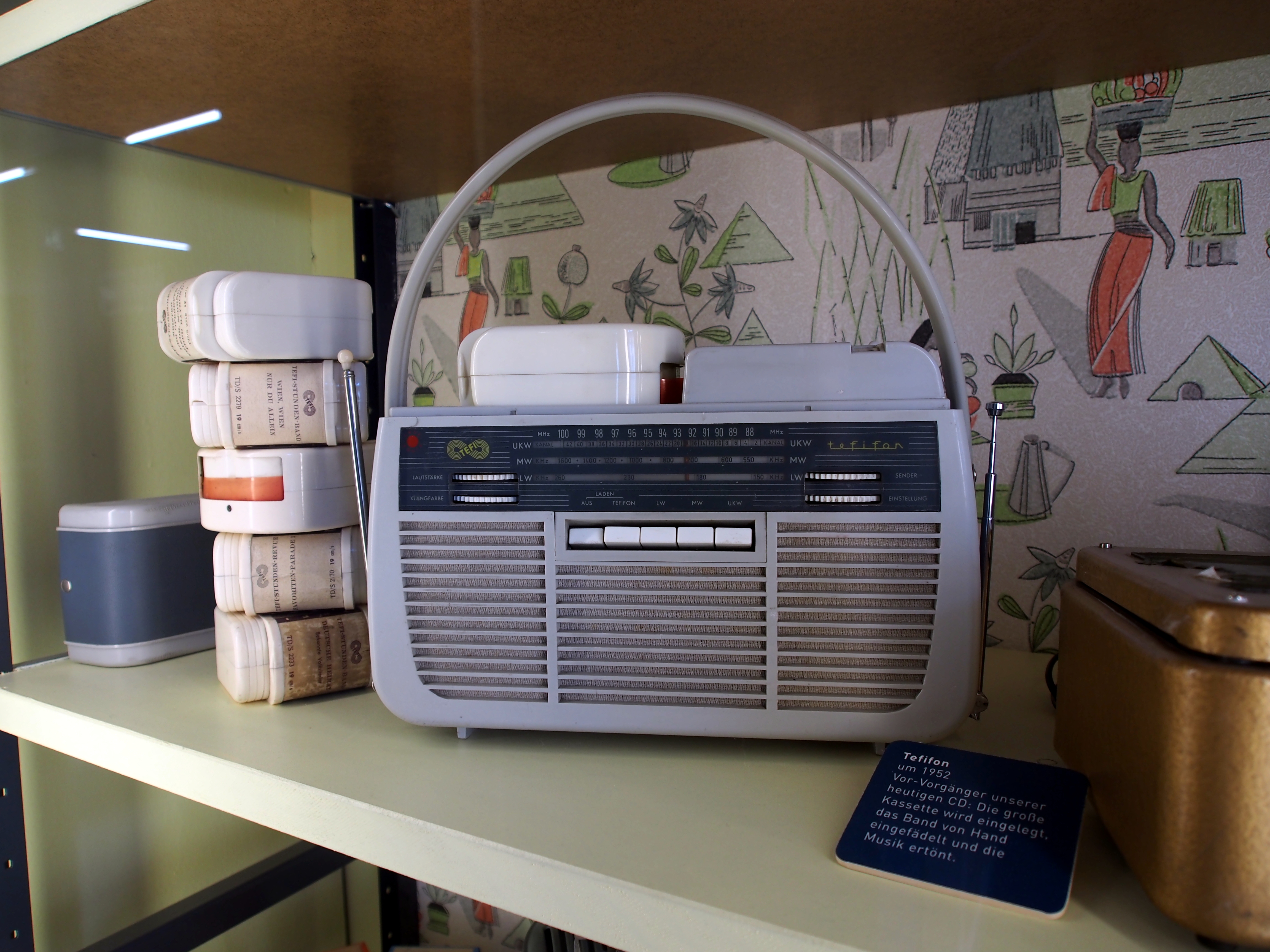
Una radio con reproductor de Tefifón junto a varios cartuchos.
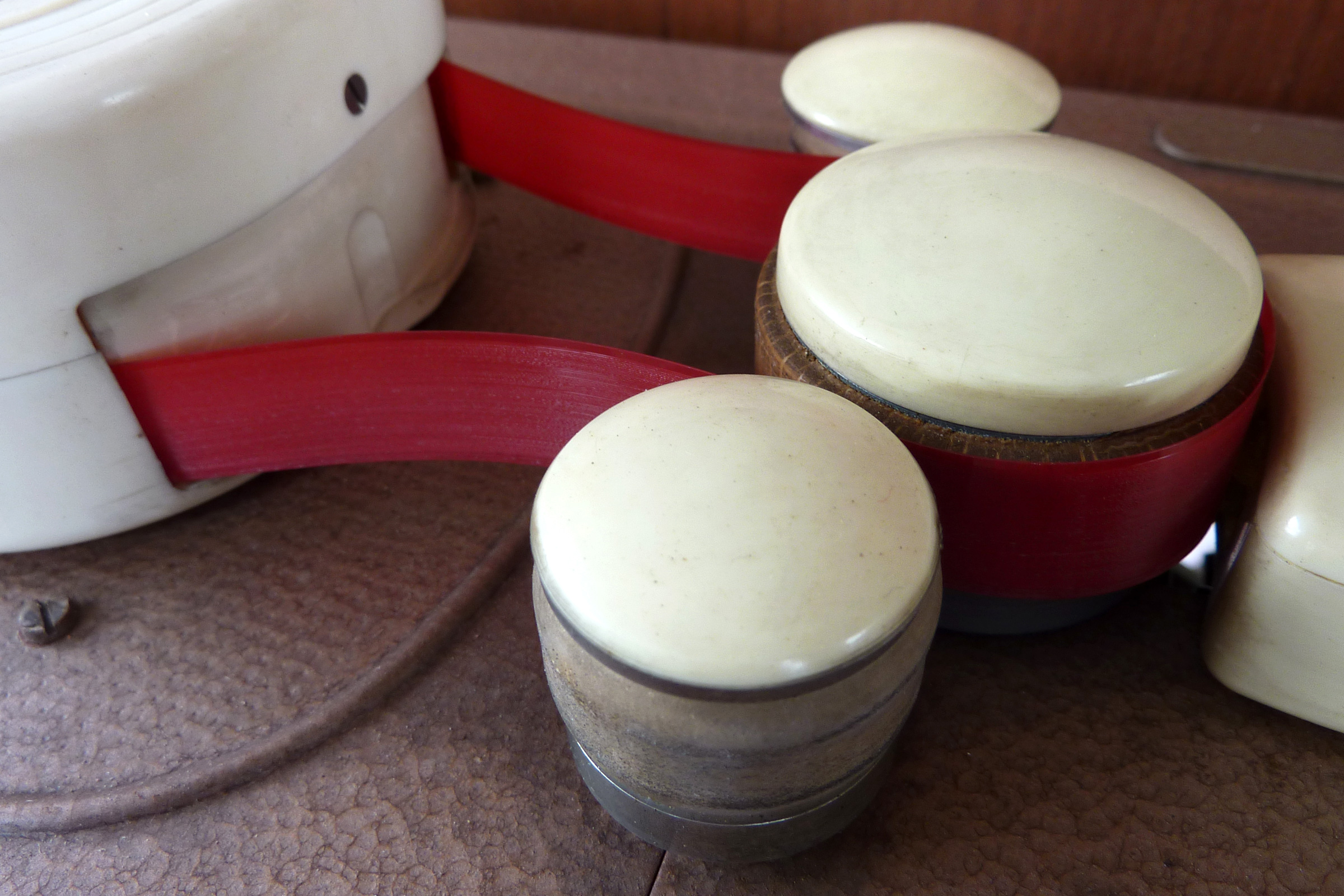
Un primer plano de un cartucho de tefifón en el lector.
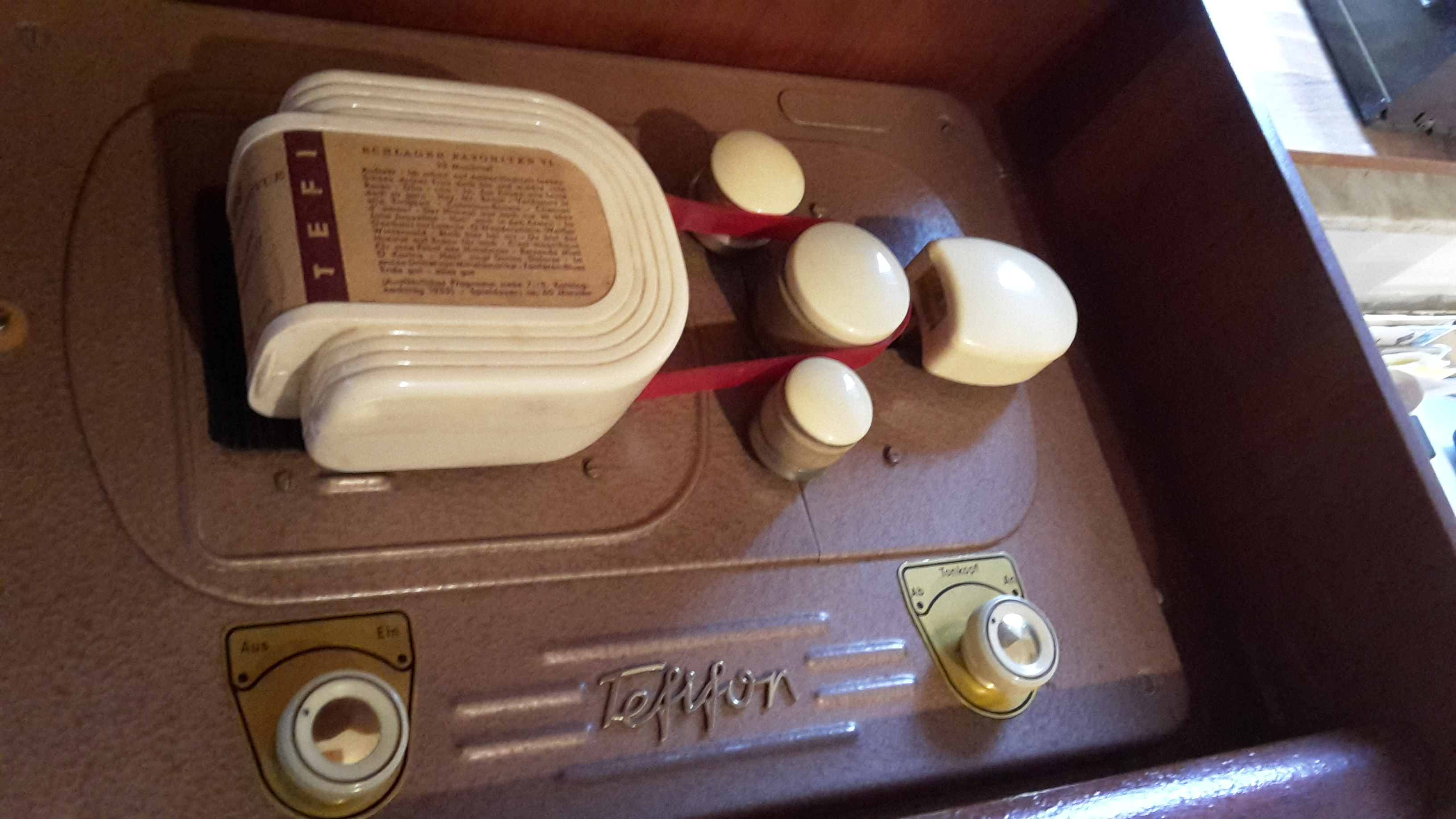
Una unidad de Tefifon en funcionamiento.
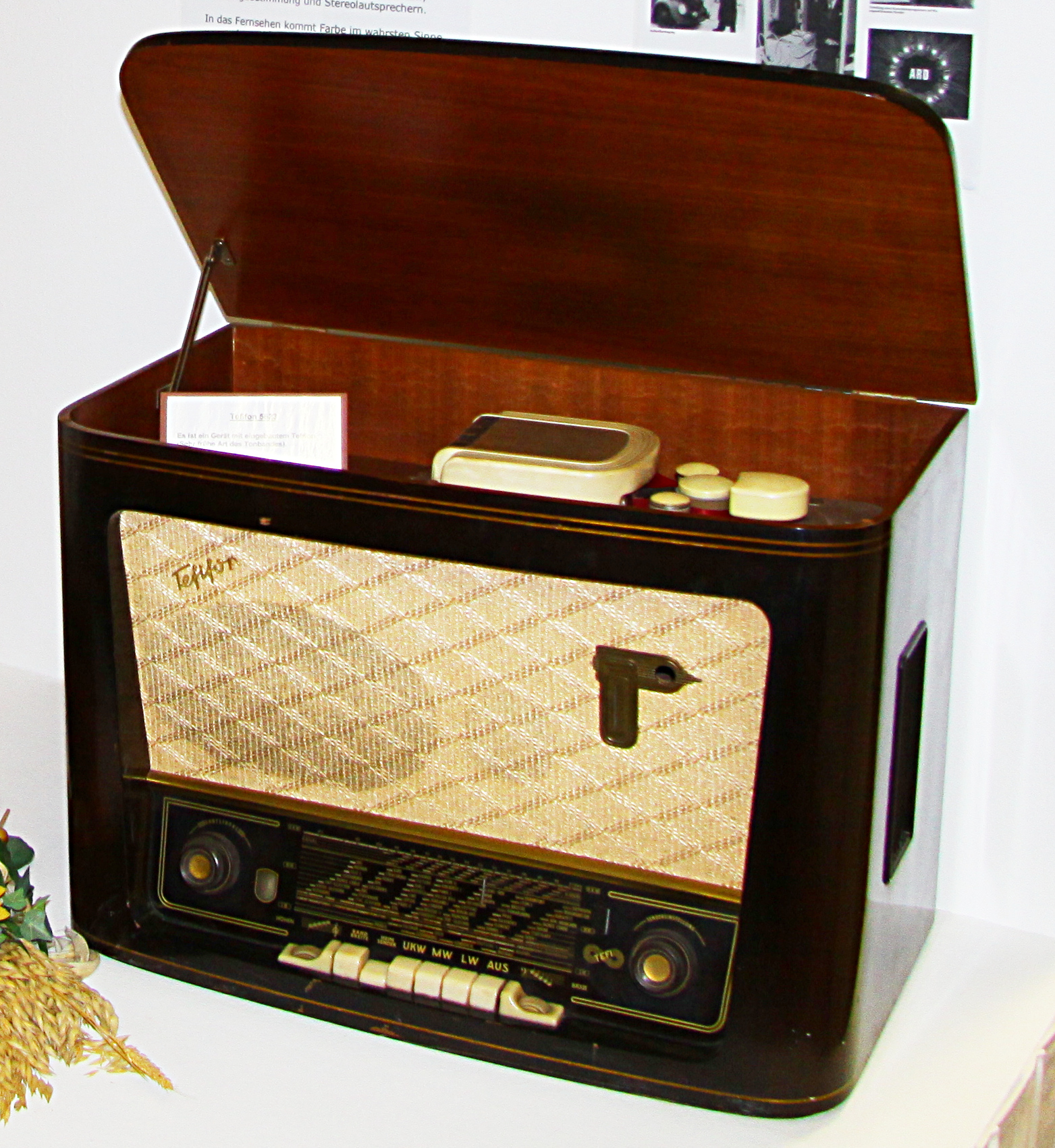
Un ejemplo de una combinación de reproductor de tefifón y radio.
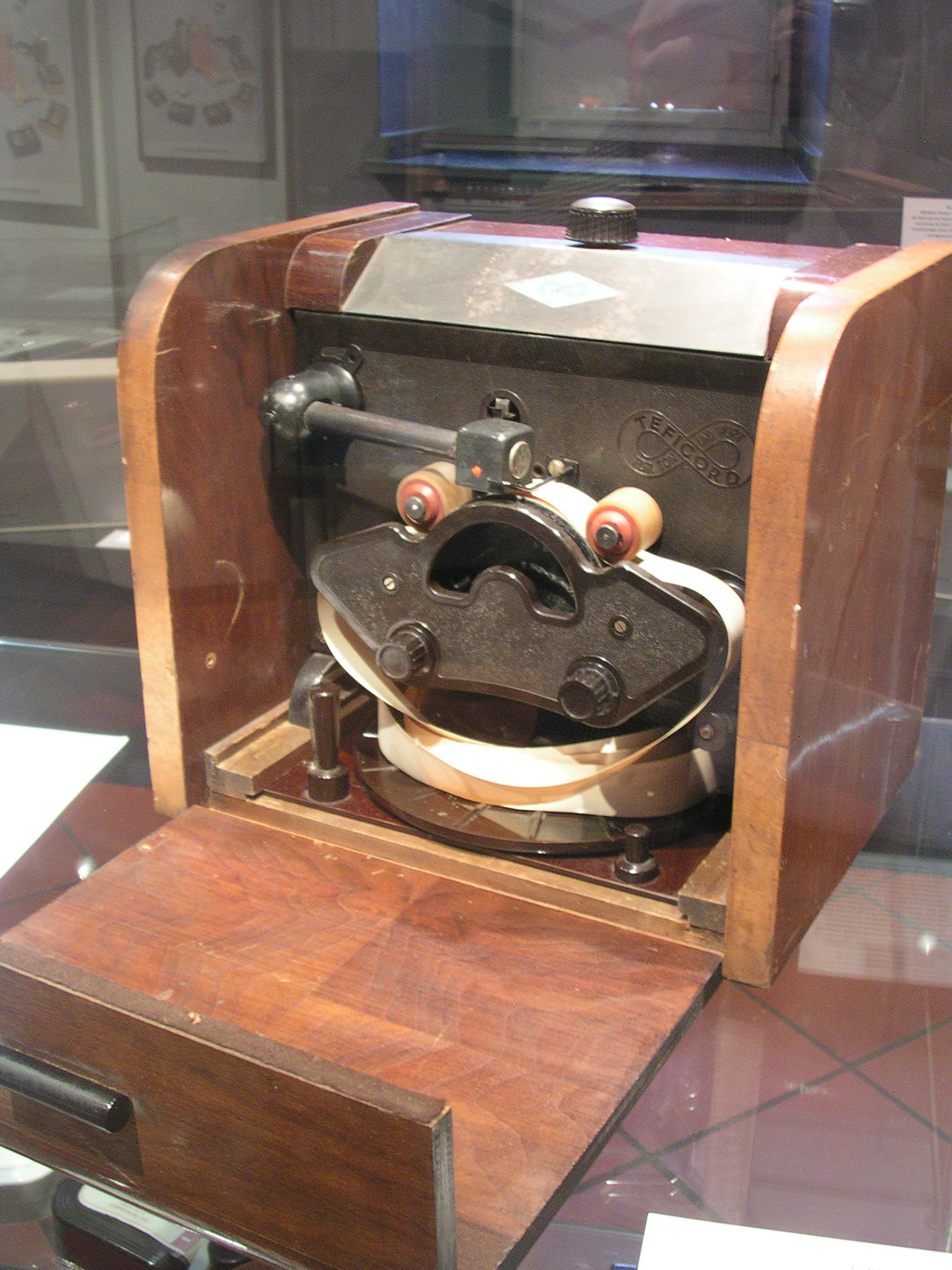
Un predecesor del Tefifon, Teficord.